# 太平洋鿳
太平洋鿳（學名：Kyphosus pacificus）又稱太平洋舵魚，為輻鰭魚綱日鱸目鿳科鿳屬的其中一種，傳統上屬於鱸形目。
本魚分布於太平洋海域，體長可達45公分，棲息在沿岸礁石區。